# Sochinsogonia penitis
Sochinsogonia penitis är en insektsart som beskrevs av Young 1986. Sochinsogonia penitis ingår i släktet Sochinsogonia och familjen dvärgstritar. Inga underarter finns listade i Catalogue of Life.